# Longinos Navás Ferrer
Longinos Navás Ferrer (* 7. März 1858 in Cabacés, Tarragona; † 31. Dezember 1938 in Girona, Girona) war ein spanischer Jesuit und Entomologe. Seine Spezialgebiete waren die Plecoptera und Neuropteroidea. Er beschrieb 105 neue Libellenarten; davon sind heute noch 48 anerkannt. Auch beschrieb er die vier neuen und noch heute benutzten Libellengattungen Neureclipa, Remartinia, Rialla und Daemhippus. Zu seinen Ehren wurde die Libellenart  Trithetrum navasi benannt. Er war Mitgründer der Academia de Ciencias de Zaragoza, der Sociedad Entomológica de España, der Sociedad Ibérica de Ciencias Naturales und der Sociedad Aragonesa de Ciencias Naturales.

## Leben
Longinos Navás Ferrer war das vierte Kind von insgesamt zwölf Geschwistern. Nach dem Abschluss der Piaristenschule in Reus im Alter von 14 Jahren studierte er Jura an der Universität Barcelona und geistliche Studien am Priesterseminar Barcelona. Im Jahr 1875 begann er sein Noviziat bei den Jesuiten in Château-Dussède, Frankreich. Dort studierte er nicht nur Latein und Altgriechisch, sondern begann auch sein Philosophiestudium, das er später in Tortosa abschloss. Er wirkte für vier Jahre am Colegio von Manresa, bevor er Ende 1890 zum Priester geweiht wurde. Spätestens mit Aufnahme seiner Lehrtätigkeit 1892 am Colegio in Salvador de Zaragoza, wo er für das Fach Naturgeschichte verantwortlich zeichnete, wandte er sich der Biologie zu. Vier Jahre später wurde er Mitglied der Sociedad Española de Historia Natural und wirkte auf den Gebieten der Entomologie, Botanik und Geologie. Den wissenschaftlichen Unterbau baute er mit einem zweijährigen Bachelorstudium der Naturwissenschaften im Jahr 1904 aus. Im folgenden Jahr, 1905, nahm er als einziger Spanier am internationalen botanischen Kongress in Wien teil.